# Hansjörg Drewello
Hansjörg Drewello (* 1965) ist ein deutscher Professor für Wirtschaftsförderung und Regionalökonomie an der Hochschule Kehl und einer der Leiter des Europäischen Kompetenz- und Forschungszentrums Clustermanagement.

## Leben
Von 1996 bis 2000 war Drewello Leiter des Ressourcen-Zentrums am Kehler Euro-Institut. Nach seiner Promotion an der Albert-Ludwigs-Universität Freiburg 2000 war Drewello 2001 bis 2008 Mitglied der Geschäftsführung bei der Karlsruher Industrie- und Handelskammer. 2009 wurde Drewello als Professor an die Hochschule Kehl berufen, wo seine Lehrgebiete Volkswirtschaftslehre, Wirtschaftsförderung und Internationale Wirtschaftsbeziehungen umfassen. Neben seiner Lehrtätigkeit ist Drewello unter anderem als Schachspieler sowie für die „Willstätter Alternative Liste“ aktiv.

## Wirken
Drewello ist Mitbegründer des 2012 ins Leben gerufenen grenzüberschreitenden Masterstudiengangs Management von Clustern und regionalen Netzwerken sowie Mitbegründer des 2013 eröffneten grenzüberschreitenden Europäischen Kompetenz- und Forschungszentrums Clustermanagement, wo er für die deutsche Seite die Projektleitung innehat.

## Publikationen
- Hansjörg Drewello: Die Clusterlandschaft in der Trinationalen Metropolregion Oberrhein. Europäisches Kompetenz- und Forschungszentrum Clustermanagement, Kehl 2013.
- Hansjörg Drewello: Kostenexplosion und Crowding-out im deutschen Berufsbildungssystem. In: Wirtschaftswissenschaftliches Studium. Beck, München 2006. ISSN 0340-1650. Seite 242–248
- Hansjörg Drewello: Evaluationsmethodik der grenzüberschreitenden Zusammenarbeit. Haupt, Bern 2002. ISBN 3-258-06399-0
- Hansjörg Drewello (Ko-Autor): Humankapital und innovative regionale Netzwerke. DIW, Berlin 2002. Online-Ressource
- Hansjörg Drewello (Ko-Autor): Innovationsnetzwerke in Ostdeutschland. In: Wochenbericht / Deutsches Institut für Wirtschaftsforschung. DIW, Berlin 2002. ISSN 0012-1304. Seite 251–256